# The Courier (película de 2019)
The Courier (en español, traducida como La Mensajera) es una película de suspenso de acción de 2019 dirigida por Zackary Adler, a partir de un guion de Andy Conway y Nicky Tate. Está protagonizada por Olga Kurylenko, Gary Oldman, Amit Shah, Alicia Agneson, Greg Orvis, Craig Conway, William Moseley y Dermot Mulroney.
La película fue lanzada en los Estados Unidos el 22 de noviembre de 2019 por Lionsgate y en el Reino Unido el 20 de diciembre de 2019 por Signature Entertainment.

## Trama
El temido traficante de armas Ezekiel Mannings (Gary Oldman) finalmente ha sido capturado después de años de actividad destructiva en los bajos fondos. Colocado en arresto domiciliario en la ciudad de Nueva York, Ezekiel continúa haciendo negocios mientras está vigilado, confiando en su hija, Alys Mannings, como apoyo. Bajo la protección del gobierno está Nick Murch, el ex empleado de Ezekiel y un hombre asustadizo que fue testigo del asesinato de un subordinado, recogido por el agente especial Roberts, quien quiere usar este testimonio para alejar al hombre malo por el resto de su vida. De camino al hotel de Nick con una cámara especial en la sala de audiencias está The Courier, una enigmática profesional de la conducción de motocicletas que es la mejor en lo que hace. Al llegar al destino para dejar el equipo, The Courier pronto se da cuenta de que está en medio de un intento de asesinato, y el cabecilla Bryant intenta matar a Nick. Salvando la vida del hombre asustado, The Courier intenta sacar a Nick del edificio, solo para terminar en un enfrentamiento con los matones de Bryant dentro de un estacionamiento.
En Londres, un testigo, Nick Murch, está a punto de derrocar a Ezekiel Mannings, un narcotraficante internacional arrestado y asignado a su casa en Washington. Bajo protección policial, fue llevado a un lugar gubernamental no revelado para testificar de forma remota a través de una videoconferencia. Para evitar su testimonio, Mannings logró introducir en secreto a algunos de sus hombres, incluidos los agentes Bryant y Simmonds, entre su seguridad para liquidarlo especialmente porque Murch es la única persona que lo ha visto asesinar a personas.
Cuando una repartidora en motocicleta descubre que el paquete que acaba de dejar en la casa de seguridad en cuestión contiene un gas venenoso elaborado con cianuro y que los guardaespaldas de Murch han sido asesinados, logra defenderse de los secuaces de Mannings y salva la vida de la llave. testigo. Ex soldado, decide poner a trabajar sus habilidades y huye con él al estacionamiento del edificio donde son inmediatamente encerrados. Ahora debe sobrevivir al ataque de los secuaces de Mannings, liderados por Bryant, un agente corrupto del gobierno decidido a derrocar a Murch...
Una mujer que alguna vez fue llamada la fuerza especial más fuerte, pero que ahora vive tranquilamente como portadora. Perdió a su hermano en el campo de batalla y su tristeza no pudo curarse. Un día, durante el reparto, está presente en la escena donde el jefe de una organización criminal gigante, Mannings, intenta borrar a Nick, un testigo del asesinato. La mujer más fuerte de la historia The Courier, que una vez perteneció a las fuerzas especiales y participó en la operación de destrucción del ejército del gobierno en Siria, desaparece del frente del escenario. Unos años más tarde, como repartidor, un día es testigo de cómo la organización criminal Ezekiel Mannings intenta borrar al testigo del asesinato Nick Murch. Corre en su motocicleta para proteger a sus testigos.
Las fuerzas especiales de la policía asaltan la iglesia de San Antonio de Padua en Nueva York. El corazón de la diáspora italiana en el Manhattan moderno. Gente con máscaras y armaduras, dedos en los gatillos. Todo el mundo está esperando que uno de los fieles se levante de su banco, se arrodille y se lleve las manos detrás de la cabeza. Este hombre barbudo de mediana edad con un vendaje sobre la cuenca del ojo izquierdo es Ezekiel Mannings. El jefe de una de las organizaciones criminales más peligrosas sobre el planeta. Un traficante de armas, en cuya conciencia las batallas en Siria y Ucrania, y, quizás, la destrucción de las Torres Gemelas.
No hay evidencia directa contra Mannings. El único testigo dispuesto a testificar está ahora en Londres en manos de agentes corruptos de la Interpol que pretenden eliminarlo durante el transporte. Pero solo los planes de los agentes colapsan instantáneamente cuando una mensajería con un casco de motocicleta es The Courier aparece accidentalmente en el pasillo del escondite de espías. Ella rescata al testigo y luego se lo lleva. ¿Por casualidad este mensajero apareció aquí o es parte del plan de otra persona y aún incomprensible?

## Reparto
- Olga Kurylenko como la mensajera
- Gary Oldman como Ezekiel Mannings
- Calli Taylor como Alys Mannings
- Amit Shah como Nick Murch
- Alicia Agneson como Agente Simmonds
- Greg Orvis como el francotirador
- Craig Conway como el agente Parlow
- William Moseley como el agente Bryant
- Dermot Mulroney como el agente especial Roberts

## Producción
En octubre de 2018, se anunció que Olga Kurylenko protagonizaría la película, con Zackary Adler dirigiendo un guion de Zackary Adler, James Edward Barker, Andy Conway y Nicky Tate, con Marc Goldberg y James Edward Barker produciendo bajo sus Signature Films y Rollercoaster. Banner de Angel Productions, respectivamente. En enero de 2019, Gary Oldman se unió al elenco de la película. En febrero de 2019, Dermot Mulroney, William Moseley, Amit Shah, Alicia Agneson y Craig Conway se unieron al elenco de la película.
La fotografía principal comenzó en febrero de 2019.

## Lanzamiento
The Courier fue lanzado en los Estados Unidos el 22 de noviembre de 2019 por Lionsgate y en el Reino Unido el 20 de diciembre de 2019 por Signature Entertainment.

## Recepción
En el agregador de reseñas Rotten Tomatoes, la película tiene una calificación de aprobación del 6% basada en 18 reseñas, con una calificación promedio de 2.58/10. En Metacritic, la película tiene un puntaje promedio ponderado de 15 sobre 100, basado en cinco críticos, lo que indica "una abrumadora aversión".
Un mordaz Rex Reed en el Observer calificó la actuación de Oldman como la peor de su carrera y dijo: "En el estúpido thriller The Courier, nada funciona en ningún nivel, pero sobre todo donde más importa: un guion que tiene sentido".